# Murray Bookchin

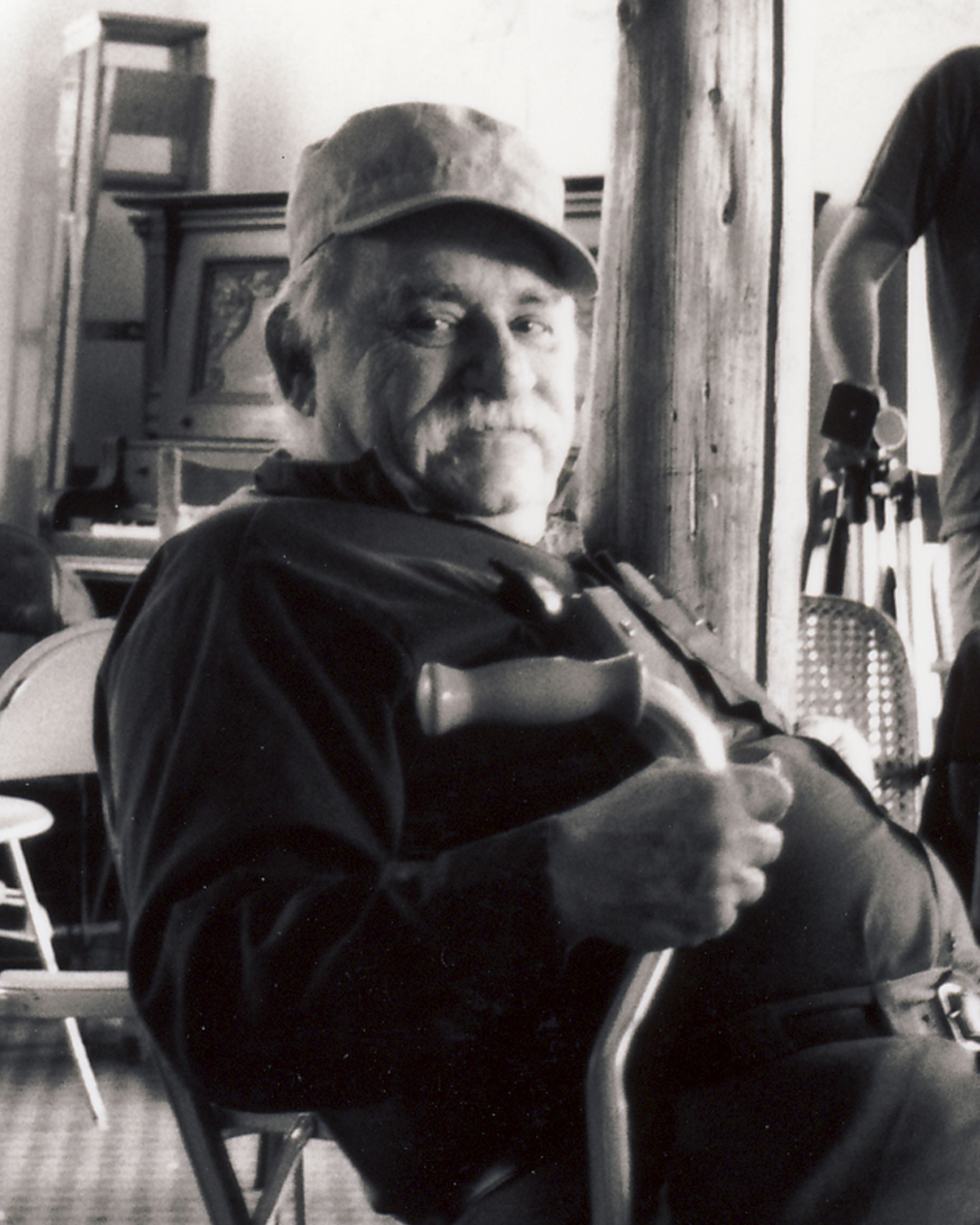
Murray Bookchin 1999

Murray Bookchin (New York, 14 januari 1921 - Burlington, Vermont, 30 juli 2006) was een Amerikaans anarchist en ecoloog. Hij geldt als de grondlegger van het ecoanarchisme, ook wel groen anarchisme genoemd. In de jaren zestig publiceerde Bookchin soms artikelen onder zijn pseudoniem Lewis Herber.

## Leven en werk

### Van marxist tot anarchist
Bookchin was een kind van Russische emigranten. Hij werd al op jeugdige leeftijd lid van een communistische jeugdbeweging, maar nam eind jaren dertig afstand van het stalinisme en sloot zich aan bij de trotskistische beweging in Amerika. Hij vervulde arbeidersbaantjes, onder andere in een gieterij en een autofabriek. Tijdens deze periode realiseerde hij zich dat de arbeidersklasse geen revolutionaire kracht bezat en zag dit als het ‘failliet’ van het marxisme. Vanaf eind jaren veertig begon hij artikelen te schrijven, toen al over ecologische onderwerpen, zoals de gang van zaken in de levensmiddelenindustrie. Vanaf eind jaren vijftig noemde hij zichzelf anarchist.

### Sociale ecologie
Met zijn geschriften ontwikkelde Bookchin zich tot de theoreticus van de sociale ecologie. In tegenstelling tot zijn latere libertair municipalisme, is de sociale ecologie geen politieke beweging, maar een filosofische zoektocht naar een duurzame verhouding tussen de natuur en de menselijke samenleving. Hij was in 1967 mede-oprichter van het Institute for Social Ecology (ISE) in Plainfield (nog steeds het centrum van het ecoanarchisme) en werd in de jaren zeventig hoogleraar aan het Ramapo College in New Jersey. Hij schreef aan de lopende band boeken en artikelen waarin hij uiting gaf aan zijn afkeer van macht en hiërarchie, die volgens hem ten grondslag lagen aan de ‘rampzalige’ beheersing van de natuur door de mens.

### Libertair municipalisme
Vanaf eind jaren tachtig ontwikkelden de ideeën van Bookchin zich steeds meer van een theoretische in een geëngageerd politieke richting, waarin de belangrijkste onderwerpen zijn alternatieve toepassingen van technologie, individuele zelfexpressie, ‘dialectisch naturalisme’ (een term van hemzelf, teruggrijpend op Hegel) en anti-globalisme. Bookchin werd de mondiale voorman van de libertaire groene beweging en was betrokken bij diverse grote demonstraties en de organisatie van grote internationale congressen, in Europa zowel als Amerika. Eind jaren negentig nam hij, tot verbazing van veel van zijn aanhangers, publiekelijk afstand van het individuele anarchisme. In zijn beroemd geworden werken The Third Revolution (vierdelig, 1997-2003) en Social Anarchism or Lifestyle Anarchism: An Unbridgeable Chasm (1997) bepleitte hij een vorm van libertair socialisme, op basis van decentralisering, zelforganisatie en directe democratie via deelraden en referenda. Als belangrijk voorbeeld diende voor hem de oud-Griekse Polis, een exclusieve en autonome gemeenschap waarin besluitvorming plaatsvond tijdens volksvergaderingen.
Bookchin overleed in 2006 in Vermont, op 85-jarige leeftijd, aan een hartaanval. Tot aan het einde van zijn leven is hij blijven doceren en publiceren.